# Maserati Grecale
La Maserati Grecale est un SUV du constructeur automobile italien Maserati produit à partir de 2022.

## Présentation

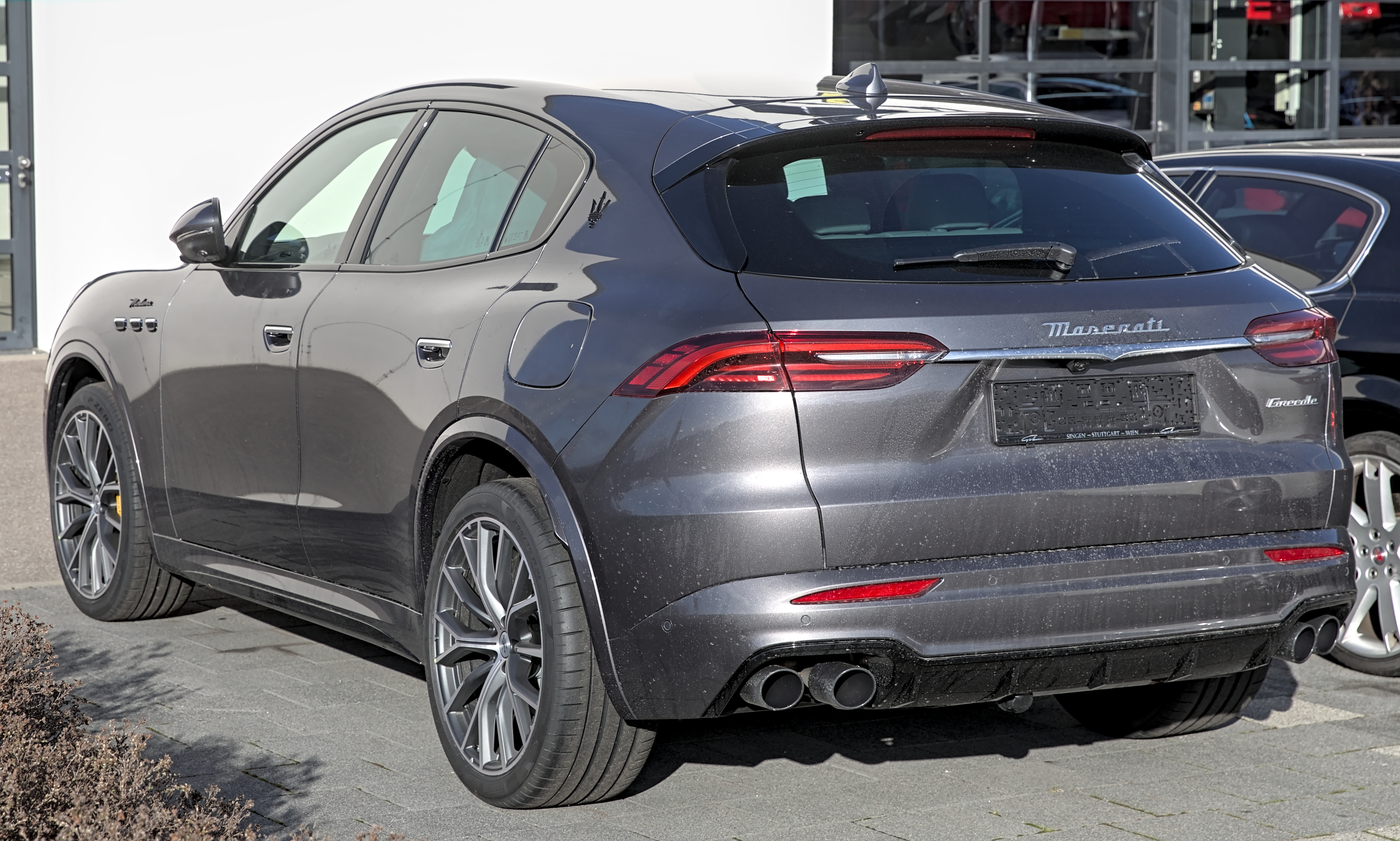
Vue arrière

La Grecale (projet interne M182) est annoncée par le constructeur au Trident lors de la présentation de la supercar MC20 le 9 septembre 2020. Sa présentation officielle était indiquée pour le 16 novembre 2021 à Milan, mais en raison de la pénurie de semi-conducteurs en 2021, le constructeur a reporté sa présentation en 2022.
Le nom « Grecale » vient de celui d'un « vent violent qui souffle sur la Méditerranée ».
La Maserati Grecale est présentée officiellement en Italie le 22 mars 2022, et annonce sa version électrique Grecale Folgore, où il est produit à Cassino.
La version électrique Maserati Grecale Folgore est officiellement présentée en avril 2023 au salon de l'automobile de Shanghai.

## Caractéristiques techniques
La Grecale repose sur la plateforme technique de l'Alfa Romeo Stelvio, baptisée Giorgio.
Le SUV dispose de série d'un système audio Sonus Faber composé de 14 haut-parleurs. La Grecale est équipée de plusieurs modes de conduite, ainsi que d'une suspension pneumatique permettant de faire varier la hauteur de caisse. Le coffre atteint 570 L (535 L sur les versions hybrides).
En revanche, la planche de bord est différente des autres Maserati, avec davantage de commandes tactiles et une horloge centrale numérique. Au centre se trouvent deux écrans multimédias, séparés par la commande de boîte de vitesses.

### Design
La Grecale dispose d'une large calandre en position basse sur la face avant, avec des optiques qui la surmontent et sont implantées verticalement. La custode est massive, mais la lunette inclinée apporte du dynamisme. La Grecale reprend des éléments esthétiques déjà vus sur des Maserati, comme ses trois ouïes latérales sur les ailes ou encore le logo du Trident sur le montant arrière. Quant aux feux arrière en boomerang, ils évoquent ceux de la 3200 GT et sont joints par un jonc chromé.

### Motorisations
La Grecale reprend dans sa version Trofeo le V6 Nettuno de la Maserati MC20 dont la puissance est ramenée à 530 ch contre 630 dans la supercar.
Le SUV est également équipé d'un 4-cylindres 2.0, qui provient d'Alfa Romeo. Il reçoit une hybridation légère sous le capot de la Grecale.
| Logo de Maserati                                  | Maserati Grecale                                  | Maserati Grecale                                  | Maserati Grecale       | Maserati Grecale |
|                                                   | GT                                                | Modena                                            | Trofeo                 |                  |
| ------------------------------------------------- | ------------------------------------------------- | ------------------------------------------------- | ---------------------- | ---------------- |
| Moteur                                            | 4-cylindres en ligne + alterno-démarreur 48 Volts | 4-cylindres en ligne + alterno-démarreur 48 Volts | V6 Nettuno             |                  |
| Admission                                         | Turbocompressé                                    | Turbocompressé                                    | Bi-Turbocompressé      |                  |
| Cylindrée (cm3)                                   |                                                   |                                                   | 3000                   |                  |
| Puissance maximale (ch)                           | 300                                               | 330                                               | 530                    |                  |
| au régime de : (tr/min)                           |                                                   |                                                   |                        |                  |
| Couple maximal (N m)                              | 450                                               | 450                                               | 620                    |                  |
| au régime de : (tr/min)                           |                                                   |                                                   |                        |                  |
| Boîte de vitesses                                 | Automatique 8 rapports                            | Automatique 8 rapports                            | Automatique 8 rapports |                  |
| Transmission                                      |                                                   |                                                   |                        |                  |
| Vitesse maximale (km/h)                           | 240                                               | 240                                               | 285                    |                  |
| 0-100 km/h (s)                                    | 5,6                                               | 5,3                                               | 3,8                    |                  |
| Consommation (L/100 km) urbain/extra-urbain/mixte |                                                   |                                                   |                        |                  |
| Émissions de CO2 ( g/km)                          |                                                   |                                                   |                        |                  |
| Masse à vide (kg)                                 |                                                   |                                                   |                        |                  |
| Capacité du réservoir (L)                         |                                                   |                                                   |                        |                  |
| Norme environnementale                            | Euro 6                                            | Euro 6                                            | Euro 6                 |                  |

#### Grecale Folgore
La version électrique de la Grecale, baptisée Folgore, est lancée en 2023. Sa batterie a une capacité de 105 kWh et le couple atteint |800 N m.
La Grecale Folgore dispose d'une calandre en partie fermée et propose une teinte de carrosserie spécifique. Ce modèle électrique propose l'utilisation de matériaux recyclés comme l'Econyl, à base de nylon recyclé.
| Logo de Maserati                  | Grecale Folgore |
| --------------------------------- | --------------- |
| Puissance moteur (kW)             | 2 x 205 = 410   |
| Puissance maximale (ch)           | 557             |
| Couple maximal (N m)              | 820             |
| Vitesse maximale (km/h)           | 220             |
| 0-100 km/h (s)                    | 4,1             |
| 0-200 km/h (s)                    | 16,1            |
| Consommation (kWh/100 km)         | 23,6            |
| Transmission                      | Intégrale       |
| Masse à vide (kg)                 | 2480            |
| Batterie                          |                 |
| Type de batterie                  | Lithium Ion     |
| Tension de fonctionnement (Volts) | 400             |
| Capacité de la batterie (kWh)     | 105             |
| Poids de la batterie (kg)         |                 |
| Autonomie (km) - cycle WLTP       | 501             |
| Temps de recharge (à 100 %)       |                 |
| sur une prise domestique          |                 |
| sur une Wallbox 11 kW             |                 |
| sur une borne rapide 150 kW       | 29 min          |

## Finitions

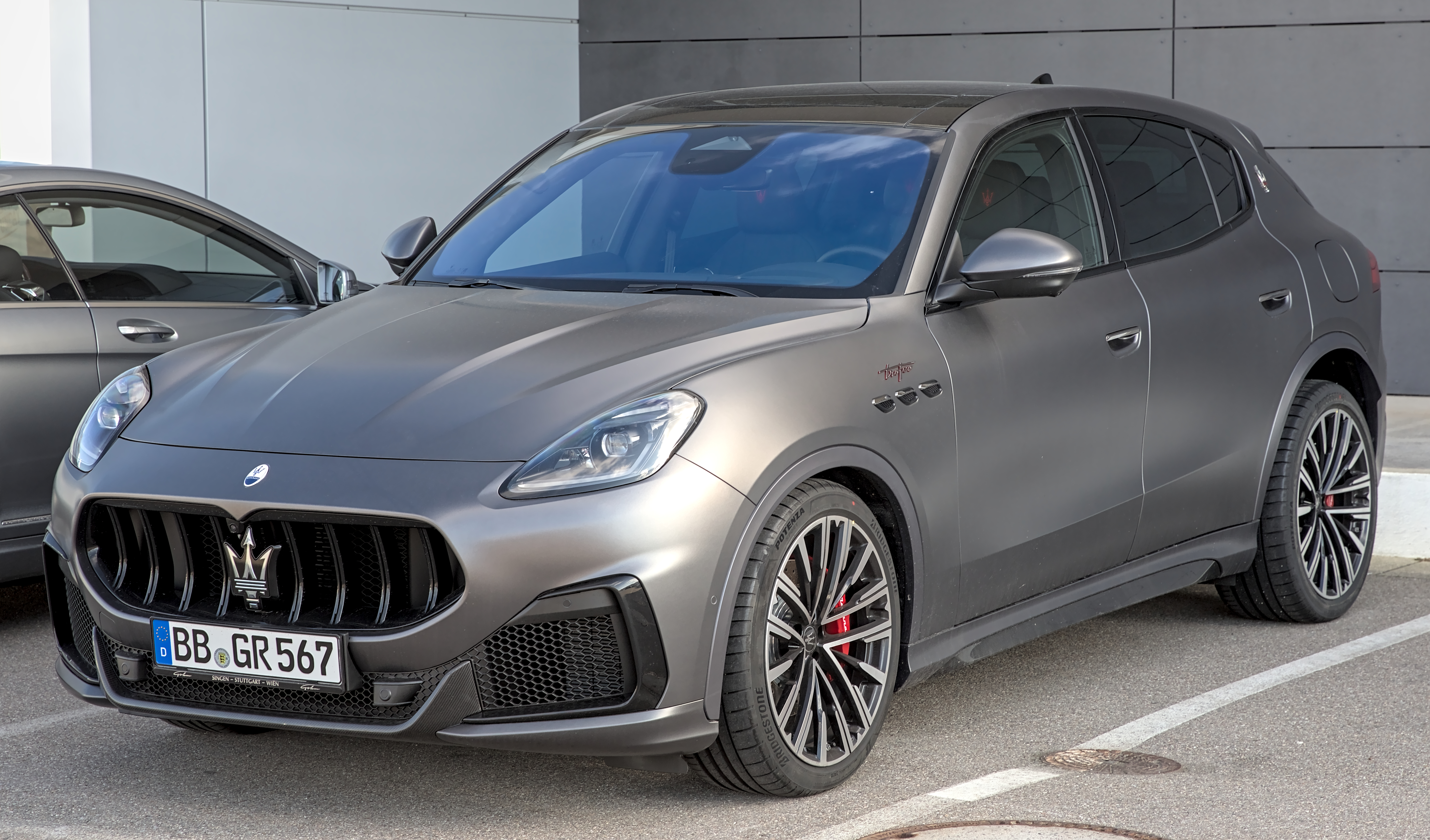
Grecale Trofeo

### Série limitée
- PrimaSerie, la première année de commercialisation.